# Скутарі
Скутарі (рум. Scutari) — село у повіті Ботошані в Румунії. Входить до складу комуни Мілянка.
Село розташоване на відстані 405 км на північ від Бухареста, 35 км на північ від Ботошань, 118 км на північний захід від Ясс.

## Населення
За даними перепису населення 2002 року у селі проживала 331 особа, усі — румуни. Усі жителі села рідною мовою назвали румунську.